# Ignacio González Ibarra
Juan Ignacio González Ibarra (Guadalajara, Jalisco, México; 8 de julio de 1984) es un exfutbolista mexicano. Jugó de defensa central y su último equipo fue el Club León de la Primera División de México, equipo con el que salió campeón.

## Trayectoria
Surgió de las fuerzas básicas del Atlas, pero hizo su debut profesional en el desaparecido Coyotes de Sonora. Llega al Club León en 2010 y ha sido pieza fundamental desde entonces, anotando goles decisivos en partidos importantes. En la final de ascenso del 2012 contra Correcaminos, en la final del Apertura 2013 contra el América y en la final del Clausura 2014 contra Pachuca; convirtiéndose así en ídolo y referente del conjunto verdiblanco.
Se retiró del fútbol profesional como capitán, levantando el trofeo de campeón de la Liga MX en 2020.

### Clubes
| Club              | País   | Año         |
| ----------------- | ------ | ----------- |
| Coyotes de Sonora | México | 2005 - 2006 |
| Académicos        | México | 2006        |
| Club Celaya       | México | 2007        |
| Tecos U.A.G.      | México | 2007 - 2008 |
| Querétaro F.C.    | México | 2008 - 2009 |
| León              | México | 2010 - 2020 |

## Estadísticas

### Clubes
| Coyotes de Sonora · México |               |               |     |    |    |    |    |     |     |    |
| 2ª | 2005-06       | 32            | 0   | -  | -  | -  | -  | 32  | 0   |    |
| Total club | Total club    | 32            | 0   | -  | -  | -  | -  | 32  | 0   |    |
| Académicos de Atlas · México |               |               |     |    |    |    |    |     |     |    |
| 2ª | 2006          | 10            | 1   | -  | -  | -  | -  | 10  | 1   |    |
| Total club | Total club    | 10            | 1   | -  | -  | -  | -  | 10  | 1   |    |
| C. Celaya · México |               |               |     |    |    |    |    |     |     |    |
| 2ª | 2007          | 18            | 0   | -  | -  | -  | -  | 18  | 0   |    |
| Total club | Total club    | 18            | 0   | -  | -  | -  | -  | 18  | 0   |    |
| Tecos U.A.G. · México |               |               |     |    |    |    |    |     |     |    |
| 1ª | 2007-08       | 8             | 0   | -  | -  | -  | -  | 8   | 0   |    |
| Total club | Total club    | 8             | 0   | -  | -  | -  | -  | 8   | 0   |    |
| Querétaro F.C. · México |               |               |     |    |    |    |    |     |     |    |
| 2ª | 2008-09       | 34            | 1   | -  | -  | -  | -  | 34  | 1   |    |
| 1ª |               |               |     |    |    |    |    |     |     |    |
| 2009 | 1             | 0             | -   | -  | -  | -  | 1  | 0   |     |    |
| Total club | Total club    | 35            | 1   | -  | -  | -  | -  | 35  | 1   |    |
| Club León · México |               |               |     |    |    |    |    |     |     |    |
| 2ª | 2010          | 12            | 0   | -  | -  | -  | -  | 12  | 0   |    |
| 2ª | 2010-11       | 33            | 0   | -  | -  | -  | -  | 33  | 0   |    |
| 2ª | 2011-12       | 27            | 4   | -  | -  | -  | -  | 27  | 4   |    |
| 1ª |               |               |     |    |    |    |    |     |     |    |
| 2012-13 | 34            | 2             | 2   | 1  | 2  | 0  | 40 | 3   |     |    |
| 2013-14 | 43            | 2             | 6   | 0  | 7  | 0  | 56 | 2   |     |    |
| 2014-15 | 29            | 2             | -   | -  | 2  | 0  | 31 | 2   |     |    |
| 2015-16 | 28            | 2             | 6   | 1  | -  | -  | 34 | 3   |     |    |
| 2016-17 | 26            | 0             | 8   | 1  | -  | -  | 34 | 1   |     |    |
| 2017-18 | 25            | 0             | 1   | 0  | -  | -  | 26 | 0   |     |    |
| 2018 | 0             | 0             | 0   | 0  | -  | -  | 0  | 0   |     |    |
| Total club | Total club    | 257           | 12  | 23 | 3  | 11 | 0  | 291 | 15  |    |
| Total carrera | Total carrera | Total carrera | 360 | 14 | 23 | 3  | 11 | 0   | 394 | 17 |
| (1) Incluye datos de la Copa MX. (2) Incluye datos de la Copa Libertadores (2013 y 2014) y Liga Campeones CONCACAF (2014-15). (3) Estadísticas al 10 de diciembre de 2018. |               |               |     |    |    |    |    |     |     |    |

## Palmarés

### Campeonatos nacionales
| Título                   | Club           | País   | Año  |
| ------------------------ | -------------- | ------ | ---- |
| Apertura Liga de Ascenso | Querétaro F.C. | México | 2008 |
| Campeón de Ascenso       | Querétaro F.C. | México | 2009 |
| Clausura Liga de Ascenso | Club León      | México | 2012 |
| Campeón de Ascenso       | Club León      | México | 2012 |
| Liga MX                  | Club León      | México | 2013 |
| Liga MX                  | Club León      | México | 2014 |
| Liga MX                  | Club León      | México | 2020 |